# 루마니아 통일을 위한 동맹
루마니아 통일동맹(러시아어: Alianța pentru Unirea Românilor, AUR)은 루마니아와 몰도바에서 활동하는 루마니아 민족주의 성향의 우익 정당이다. 현 대표는 제오르제 시미온(George Simion)이다. 2019년 창당 이후 빠르게 성장하여 주목을 모았으며, 2025년 기준 루마니아 의회에서 2번째로 큰 정당이다. 이들은 모든 루마니아계 디아스포라의 통합과 루마니아와 몰도바의 통일을 목표로 하고 있다. 이 정당은 반백신, 반헝가리, 보수주의, 파시즘, 네오파시즘, 친러, 친세르비아, 반유대주의 등의 성향으로 묘사되었다.

## 같이 보기
- 루마니아 민족주의당
- 루마니아의 정당
- 몰도바의 정당
- 대루마니아